# Catherine Pickstock

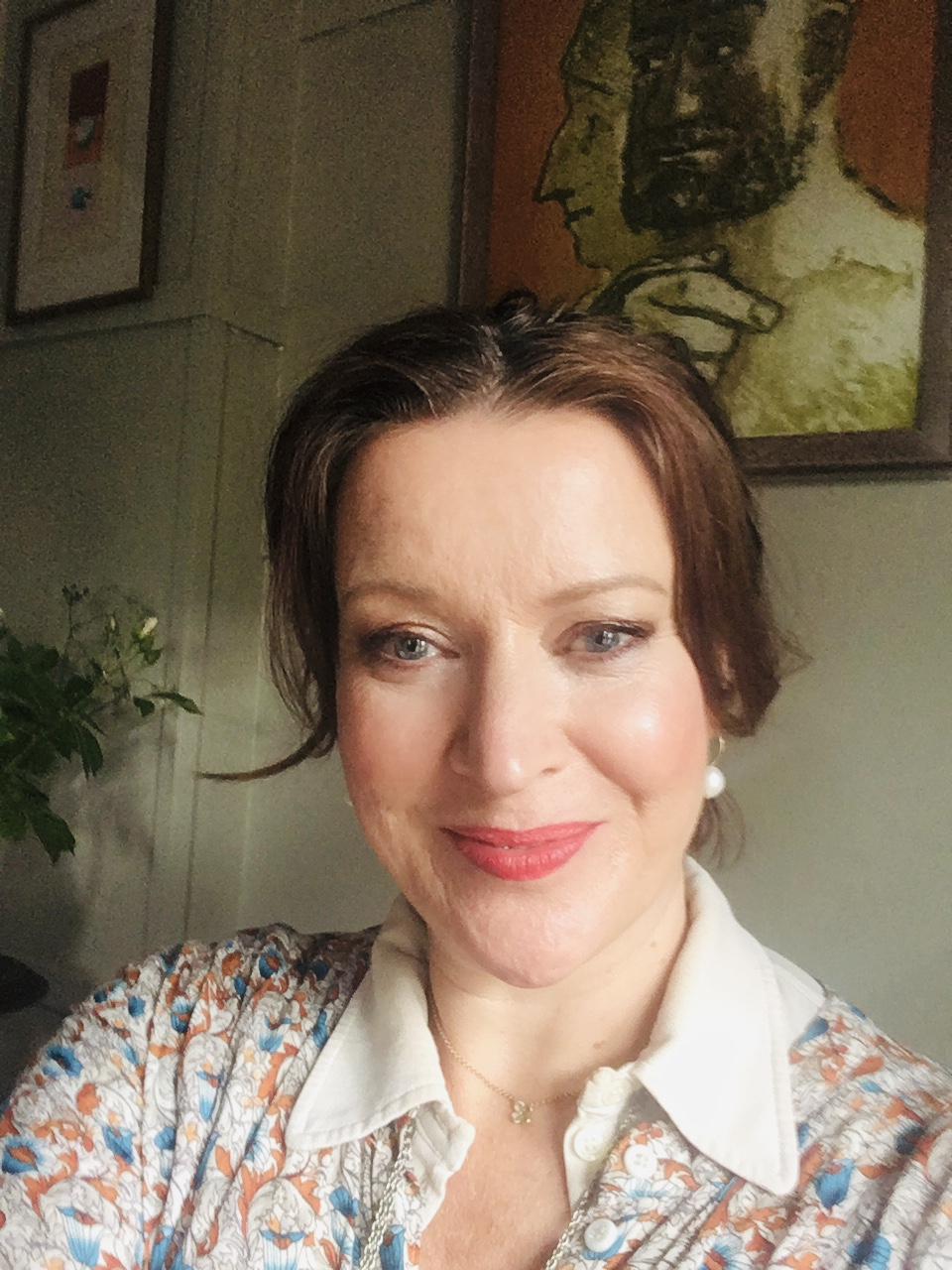
Catherine Pickstock (2020)

Catherine Jane Crozier Pickstock (* 1970 in New York City) ist eine britische anglikanische Theologin. Seit 2018 ist sie Norris-Hulse Professor for Divinity an der University of Cambridge, wo sie zuvor einen Lehrstuhl für Metaphysik und Poetik innehatte. Sie ist Fellow und Tutor des Emmanuel College (Cambridge).

## Bildungsweg
Catherine Jane Crozier Pickstock besuchte die Channing School, eine Privatschule für Mädchen in Highgate (London). Hier erhielt sie ein Chorstipendium, das ihr ermöglichte, am St Catharine’s College in Cambridge englische Literaturwissenschaft zu studieren. Dieses Studium schloss sie 1991 mit dem Bachelor of Arts ab. Daraufhin wandte sie sich der Theologie zu und vollzog ein entsprechendes postgraduales Studium, ebenfalls an der University of Cambridge. In diesem Zusammenhang schrieb sie ihre Dissertation mit dem Titel The Sacred Polis: Language, Death and Liturgy unter der Aufsicht ihres Doktorvaters John Milbank. Den Doktor der Philosophie erhielt Pickstock in der Folge im Jahre 1996.

## Akademische Laufbahn
Von 1995 bis 1998 war Pickstock wissenschaftliche Mitarbeiterin am Emmanuel College.  Von 1998 bis 2000 ermöglichte ihr die Förderung der British Academy als Postdoktorandin an der Faculty of Divinity der University of Cambridge zu forschen. Im Jahre 2006 wurde sie dort Reader der Philosophie und Theologie. Von 2016 bis 2017 war Pickstock zusätzlich Mellon Teaching Fellow am interdisziplinären Centre for Research in the Arts, Social Sciences and Humanities. Ihren ersten Lehrstuhl erhielt Pickstock 2017 als Professor für Metaphysik und Poetik an der University of Cambridge. Am 1. Oktober 2018 erhielt sie die renommierte Norris-Hulse Professur of Divinity an derselben Universität.

## Forschung
Pickstock ist bekannt als eine der Initiatoren der christlichen theologischen Strömung der Radical Orthodoxy,  als deren Grundlage die Arbeit ihres Mentors und Doktorvaters John Milbank gilt. Ihre Forschungsinteressen konzentrieren sich auf philosophische Theologie, platonische Philosophie und mittelalterliche Theologie. Zu ihrer bisherigen Arbeit zählen der linguistische Zugriff auf religiöse Sprache, Analogie und Liturgie, die Neuinterpretation vormoderner Theologie im Lichte postmoderner Philosophie und die Verbindung der platonischen Tradition mit dem Glauben auf biblischer Grundlage, insbesondere in Hinblick auf Rituale zur Erflehung göttlichen Eingreifens und das Verständnis der Seele.

## Veröffentlichungen

### Monographien
- After Writing: On the Liturgical Consummation of Philosophy. Blackwell Publishers 1997, ISBN 978-0-631-20672-9.
- (mit John Milbank:) Truth in Aquinas. Routledge 2000, ISBN 0-415-23335-6.
- Repetition and Identity. The Literary Agenda, Oxford University Press 2013, ISBN 978-0-19-968361-1.

### Herausgeberschaft
- (mit John Milbank und Graham Ward:) Radical Orthodoxy: A New Theology. Radical Orthodoxy, Routledge 1998, ISBN 978-0-415-19699-4.